# Disco dance
«Disco dance» (укр. «Танець диско») — студійний альбом італійського співака та кіноактора Адріано Челентано, що вийшов 1977 року під лейблом «Clan Celentano».

## Про альбом
Серед пісень альбому ремейки таких відомих пісень Адріано Челентано як: «Nata per me» (1961), «Pregherò» (1962) і «Azzurro» (1968). Композиція «Ma che freddo stasera» — римейк пісні Джино Сантерколе «Such a cold night tonight» («Яка ніч сьогодні холодна»), що була саундтреком до фільму Челентано «Юппі-ду» (1975).
Музика альбому представлена стилем диско. Альбом посідав 7 позицію в італійському чарті 1977 року, також до чартів потрапила пісня «A Woman in love». Платівка вийшла накладом 600.000 копій. Аранжування до альбому створив Натале Массара.
Треки «A Woman In love (Rock around the clock)» і «Don't play that song» виконувалися англійською мовою, всі інші — італійською. Трек «A Woman In love (Rock around the clock)» складався з двох кавер-версій композицій англомовних авторів: пісні «A Woman In love» (автор Френк Лоссер) та всесвітньо відомого хіта Білла Гейлі «Rock Around the Clock» (автори Джиммі Де Найт і Макс Фрідман). Пісня «Don't play that song» є кавер-версією композиції американських авторів Ахмеда Ертегана і Бетті Нельсона.
Альбом виходив на LP-платівках в Італії, Франції, США, Туреччині, Португалії, Югославії, Німеччині, Іспанії і Греції. У Німеччині і Югославії альбом виходив під назвою «Variations». У 1991 році вийшло перевидання альбому на CD. Чотири пісні з альбому виходили як сингли на LP. Пісня «Don't Play That Song» випускалася в Італії, Австрії, Португалії, Німеччині, Франції і Туреччині. Пісня «A Woman In Love» випускалася в Італії, Австрії, Португалії, Німеччині, Франції, Нідерландах і Туреччині. Пісня «Mondo In Mi 7» випускалася у Франції, Німеччині і Туреччині. Пісня «Preghero» випускалася у Франції, Німеччині і Нідерландах.
У Франції продано 983.000 платівок з піснею «Do not play that song» — це найбільший успіх Челентано в цій країні.

## Трек-лист
LP
Сторона «A»
| #  | Назва                                               | Автор                                      | Тривалість |
| -- | --------------------------------------------------- | ------------------------------------------ | ---------- |
| 1. | «Azzurro»                                           | Паоло Конте, Віто Паллавічіні              | 1:15       |
| 2. | «A Woman In love (Rock around the clock)»           | Френк Лоссер, Джиммі Де Найт, Макс Фрідман | 4:04       |
| 3. | «Pregherò»                                          | Бен Кінг, Дон Бакі, Елмо Глік              | 5:33       |
| 4. | «Ma che freddo stasera (Such a cold night tonight)» | Джино Сантерколе                           | 7:55       |

Сторона «Б»
| #     | Назва                             | Автор                                              | Тривалість |
| ----- | --------------------------------- | -------------------------------------------------- | ---------- |
| 5.    | «Don't play that song (You lied)» | Ахмед Ертеган, Бетті Нельсон                       | 5:10       |
| 6.    | «Nata per me»                     | Адріано Челентано, Могол, Мікі Дель Прете          | 4:34       |
| 7.    | «Bei tempi»                       | Натале Массара                                     | 1:08       |
| 8.    | «Mondo in Mi 7a»                  | Адріано Челентано, Лучано Беретта, Мікі Дель Прете | 5:35       |
| 35:10 |                                   |                                                    |            |

## Творча група
- Вокал — Адріано Челентано
- Аранжування — Натале Массара
- Інженери звукозапису — Самуеле Бараччетті, Франко Сантамарія

## Ліцензійні видання

### Альбом
| Назва                                       | Лейбл                          | Маркування                    | Країна     | Рік      |
| ------------------------------------------- | ------------------------------ | ----------------------------- | ---------- | -------- |
| Disco Dance (LP, Album)                     | Clan Celentano, Clan Celentano | CLN 86026, CLAN 86026         | Італія     | 1977     |
| Disco Dance (8-Trk, Album)                  | Eurodisc, Eurodisc             | 918 129, 91 477               | Франція    | 1977     |
| Disco Dance (Cass, Album)                   | Eurodisc                       | 914 129                       | Франція    | 1977     |
| Disco Dance (Cass, Album)                   | Musica                         | 9031 74419-4                  | Італія     | 1977     |
| Disco Dance (LP, Album)                     | Peters International           | PLD 4144                      | США        | 1977     |
| Disco Dance (LP, Album)                     | West (2)                       | 7001                          | Туреччина  | 1977     |
| Disco Dance (LP, Album)                     | Eurodisc, Eurodisc             | 28 714, 913 129               | Франція    | 1977     |
| Disco Dance (LP, Album)                     | Z (2)                          | K.B.M 7001                    | Туреччина  | 1977     |
| Disco Dance (LP, Album)                     | Orfeu                          | SPAT 4009                     | Португалія | 1977     |
| Variations (Cass, Album)                    | PGP RTB, Ariola                | LK 57285                      | Югославія  | 1977     |
| Variations (LP, Album)                      | Ariola                         | 28 714 OT                     | Німеччина  | 1977     |
| Variations (LP, Album)                      | Pgp Rtb, Ariola                | LP 5683, 28714                | Югославія  | 1977     |
| Disco Dance (LP, Album)                     | Eurodisc, Ariola               | 28 714, 28.714-I              | Іспанія    | 1978     |
| Disco Dance (LP, Album)                     | CBS                            | CLN 86026                     | Греція     | 1978     |
| Variations (Cass, Album, RP)                | PGP RTB, Ariola                | LK 57285                      | Югославія  | 1979     |
| Variations (LP, Album, RE)                  | CGD                            | 207 479                       | Європа     | 1986     |
| Disco Dance (CD, Album, RE, RM)             | Clan Celentano, CGD            | 9031-74419-2, 9031-74419-2 YG | Європа     | 1991     |
| Disco Dance (CD, Album, RE, RM)             | Clan Celentano                 | 9031 74419-2                  | Італія     | невідомо |
| Disco Dance (CD, Album, RE, RM, Unofficial) | Clan Celentano                 | 9031-74419-2                  | Росія      | невідомо |

### Сингли з альбому
| Назва                                                                               | Лейбл              | Маркування           | Країна     | Рік  |
| ----------------------------------------------------------------------------------- | ------------------ | -------------------- | ---------- | ---- |
| Don't Play That Song/A Woman In Love/Rock Around The Clock (7", Single)             | Ariola             | 11 336 AT            | Австрія    | 1977 |
| A Woman In Love/Rock Around The Clock/Don't Play That Song (You Lied) (7", Jukebox) | Clan Celentano     | YD 474               | Італія     | 1977 |
| A Woman In Love/Rock Around The Clock/Don't Play That Song (You Lied) (7", Single)  | Clan Celentano     | CLN 5048             | Італія     | 1977 |
| Don't Play That Song/A Woman In Love/Rock Around The Clock (7", Single)             | Orfeu              | KSAT 614             | Португалія | 1977 |
| Don't Play That Song/A Woman In Love/Rock Around The Clock (7", Single)             | Ariola             | 11 336 AT            | Німеччина  | 1977 |
| Don't Play That Song/Mondo In Mi 7 (7", Single)                                     | Eurodisc, Eurodisc | 911 124, 17284       | Франція    | 1977 |
| Don't Play That Song/Mondo In Mi 7 (7")                                             | Eurodisc           | 17284                | Франція    | 1977 |
| Mondo In Mi 7/I Want To Know (7", Single)                                           | Ariola             | 17 766 AT            | Німеччина  | 1977 |
| Mondo In Mi 7/I Want To Know (7")                                                   | Sprint             | 033                  | Туреччина  | 1977 |
| A Woman In Love/Rock Around The Clock/Preghero (7", Single)                         | Eurodisc, Eurodisc | 911 135, 17 296      | Франція    | 1978 |
| A Woman In Love/Rock Around The Clock/Preghero (7")                                 | Ariola             | 11 324 AT            | Німеччина  | 1977 |
| A Woman In Love/Rock Around The Clock/Preghero (7", Single)                         | Ariola             | 11 324 AT            | Нідерланди | 1977 |
| Don't Play That Song/A Woman In Love/Rock Around The Clock (7", Single, Unofficial) | Max (3)            | 079                  | Туреччина  | 1978 |
| A Woman In Love/Rock Around The Clock/Preghero (7", Single)                         | Eurodisc           | 911 135              | Франція    | 1978 |
| Yes, I Do/Preghero (Vinyl, 7", Single, 45 RPM)                                      | Ariola, Ariola     | 15 710 AT, 157 10 AT | Німеччина  | 1978 |
| Preghero/Don't Play That Song (Vinyl, 7", Single, 45 RPM)                           | Ariola             | 100 671              | Німеччина  | 1979 |